# Jasenička reka
Jasenička reka (serbisch-kyrillisch Јасеничка река), oft auch Vrelska reka oder Dupljanska reka genannt, ist ein 55 Kilometer langer Nebenfluss der Donau im Osten Serbiens.

## Quelle, Verlauf und Mündung
Der Fluss entspringt an den östlichen Hängen des Crni Vrh, der der höchste Gipfel des Gebirgszuges Deli Jovan ist. Er fließt weiter Richtung Osten, an den Dörfern Popovica und Trnjane vorbei. In dieser Region ist er als Fluss Vrelska Reka bekannt.
Nach dem Eintritt des Flusses in die Region Negotinska Krajina zwischen den Dörfern Karbulovo und Jasenica, dreht er Richtung Norden. Von diesem Punkt an ist er als Fluss Jasenička Reka bekannt. Er bildet zwischen Dupljane und Vidrovac einen Bogen, wird von einer Brücke der Bundesstraße 35 überspannt und fließt an Miloševo in Richtung Osten weiter. Nach wenigen Kilometern erreicht der Fluss den nördlichen Teil der Stadt Negotin und fließt durch ein Flussbett reguliert als Kanal weiter nach Osten, wo die Landstraße 400 (Negotin-Radujevac) mit einer Brücke über den Fluss führt. Anschließend fließt er an Srbovo vorbei um danach in der Nähe des Dreiländerecks Rumänien-Serbien-Bulgarien in die Donau zu münden.